# Bornemisza család (kecskeméti)

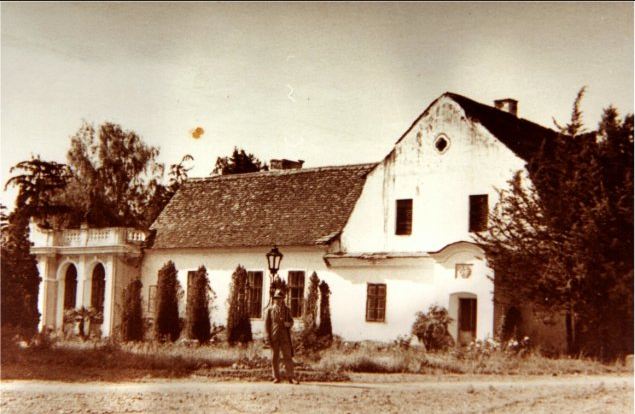
Bornemisza-kúria, Abafája

A kecskeméthi Bornemisza család Bereg vármegyéből származó nemesi család.

## Története
A bereg vármegyei eredetű család I. András és neje Huszthi Anna III. Ferdinándtól nyernek 1650-ben címerlevelet. I. András fiai közül Márton és II. András munkácsi lakosok 1682 februát 12-én, a Bereg vármegyében Kígyóson tartott gyűlésen igazolták nemességüket. III. András, a ki már Szatmár vármegyében Fehérgyarmaton lakik, Bereg megyétől kér bizonyítványt és 1769 aug. 7-én kap is. IV. András, ki szintén fehérgyarmati lakos, 1794-ben nemesi bizonyítványt nyer. A család jelenleg[mikor?] élő tagjai: Béla, nagyváradi lakos,-Imre, jegyző Fehérgyar maton; ennek fia, Jenő. – István, jegyző Nábrádon; ennek fia Béla, ügyvédjelölt, Géza, festő; - Géza, vármegyei árvaszéki ülnök és h. elnök. - Sándor, Ludovika-akadémiai növendék.
Címer: vörös pajzsban zöld halmon álló, jobbra fordult természetes struczmadár, csőrében patkót tart. Sisakdísz: ugyanaz. Takarók: aranykék, ezüstvörös.
A kecskeméthi Bornemisza család címere

## Nemesség és címer
kecskeméthi Bornemisza András 1650. november 20., Bécs III. Ferdinánd nemesség és címer általa:  felesége Huszty Katalin, fiai István, András, Márton, János.
(Kihirdette Bereg vármegye 1651. július 26-án tartott közgyűlése.)
P 773 Lad. RRR 83/9
Bornemisza (Kecskeméti)

## Családfa (részleges)
Alább az ismert generációk találhatók meg szerteágazóan.
Korai családfa kialakulása (BORNEMISZA András-ág):
1. kecskeméthi BORNEMISZA András I.(* ? - † ?) Megjegyzés:címeres nemeslevél: Bécs, 1650. november 20. András és fiai. (Kihírdette Bereg vármegye 1651. július 26-án tartott közgyűlése.)
  1. Gyermeke(i):
    - BORNEMISZA István (* ? - † ?)
    - BORNEMISZA András II. (* ? - † ?)
    - BORNEMISZA Márton (* ? - † ?)
    - BORNEMISZA János (* ? - † ?)

  2. Házastárs(ak): HUSZTHY Katalin (* ? - † ?)
2. kecskeméthi BORNEMISZA András II. (* ? - † ?)
  1. Gyermeke(i): BORNEMISZA Mihály (* ? - † ?)
  2. Házastárs(ak): SZÉKELY Erzsébet (* ? - † ?)
3. kecskeméthi BORNEMISZA Mihály (* ? - † ?)
  1. Gyermeke(i): BORNEMISZA András III.(* ? - † ?)
  2. Házastárs(ak): Nem ismert
4. kecskeméthi BORNEMISZA András III. (* ? - † ?) Megjegyzés:élt 1769-ben
  1. Gyermeke(i):
    - BORNEMISZA György (* ? - † ?)
      - Gyermeke(i):
        - BORNEMISZA Ferenc (* ? - † ?)
        - BORNEMISZA Mihály (* ? - † ?)

    - BORNEMISZA András IV. (* ? - † 1803., Fehérgyarmat)
    - BORNEMISZA Ádám (* ? - † ?)

  2. Házastárs(ak): Nem ismert
5. kecskeméthi BORNEMISZA András IV. (* ? - † 1803., Fehérgyarmat)
  1. Gyermeke(i):
    - BORNEMISZA Sándor (* ? - † 1787.)
    - BORNEMISZA András (* 1776. - † ?)
    - BORNEMISZA Mária (* ? - † ?)
    - BORNEMISZA József (* 1780. VIII. 11. - † ?) Megjegyzés: 1. ág megalapítója
    - BORNEMISZA György (* 1784. - † ?)
    - BORNEMISZA János (* 1786. - † ?)

  2. Házastárs(ak): Nem ismert

BORNEMISZA József ág:
1. kecskeméthi BORNEMISZA József (* 1780. VIII. 11. - † ?)
  1. Gyermeke(i):
    - BORNEMISZA Anna (* 1814. - † 1818.)
    - BORNEMISZA István (* 1816. XII. 12. - † 1892. VI. 18.)
    - BORNEMISZA Erzsébet (* 1819. - † ?)
    - BORNEMISZA Pál (* 1824. - † 1834.)
    - BORNEMISZA József (* 1825. XII. 7. - † 1906. III. 15.)
    - BORNEMISZA György (* 1832. IV. 24. - † 1832. IV. 24.)
    - BORNEMISZA Juliánna (* 1827. - † ?)
    - BORNEMISZA Borbála (* 1833. - † 1836.)

  2. Házastárs(ak): GACSOH Sára (* ? - † ?)
2. kecskeméthi BORNEMISZA István (* 1816. XII. 12. - † 1892. VI. 18.)
  1. Gyermeke(i):
    - BORNEMISZA István (* 1849. IX. 17. - † ?) 1.1 ág
    - BORNEMISZA Imre (* 1851. X. 31. - † ?)
    - BORNEMISZA Géza (* 1859., Panyola - † ?) 1.2 ág
    - BORNEMISZA Béla (* 1865. I. 22. - † ?)

  2. Házastárs(ak): BIHARY Borbála (* ? - † ?)

BORNEMISZA István ág:
1. kecskeméthi BORNEMISZA István (* 1849. IX. 17. - † ?) körjegyző, gazdasági tanácsos
  1. Gyermeke(i):
    - BORNEMISZA Gizella (* ? - † 1878.)
    - BORNEMISZA Béla (* 1879. XI. 9., Náprád - † ?)
    - BORNEMISZA Géza (* 1884. II. 4., Náprád - † 1966. VI. 3., Vác)

  2. Házastárs(ak): tunyoghi SZŰCS Eszter (* ? - † ?)
2. kecskeméthi BORNEMISZA Géza (* 1884. II. 4., Náprád - † 1966. VI. 3., Vác; sírhely: Szödliget, 1966. VI. 9.) festőművész, a Magyar Képzőművészek Szövetsége és a Magyar Népköztársaság Képzőművészeti Alapjának tagja.[1]

1.2 ág:
1. kecskeméthi BORNEMISZA Géza (* 1859., Panyola - † ?) vármegyei árvaszéki ülnök
  1. Gyermeke(i):
    - BORNEMISZA Sarolta (* ? - † ?)
    - BORNEMISZA Malvin (* ? - † ?)
    - BORNEMISZA Sándor (* 1889. X. 6., Nagykároly - †1953. II. 15.Budapest ?)

  2. Házastárs(ak): SZABÓ Malvin (*1866. VIII. 26 ? - † ?)
2. kecskeméthi BORNEMISZA Sándor (* 1889. X. 6., Nagykároly - † 1953. II. 15 Budapest ?) honvéd hadnagy Megjegyzés:nemességét és előnevét a m. kir. belügyminiszter BM 41.502/1930. számon igazolta
  - Gyermeke(i):
    - BORNEMISZA Sándor (* Nagykároly 1927.X.3., - † 2020. VII. 11)

  - Házastárs(ak): KÖLLNER Márta Eleonóra (1903. VII. 25 - † 1990)

3. kecskeméthi BORNEMISZA Sándor ( Nagykároly 1927.X. 3 - † 2020. VII. 11)
1. Gyermeke(i):
•  BORNEMISZA Sándor György (1967. VI. 24 -† )
• BORNEMISZA Erika ( 1971. XI. 06. -† )
• BORNEMISZA Eleonóra (1973. VIII. 30. - † 1983.X. 30.)
2. Házastárs(ak): PINT Erika ( Budapest, 1947. VIII. 24. - † )
4. Kecskeméthi BORNEMISZA Sándor ( 1967. VI. 24. -† )
1. Gyermekei(i):
• BORNEMISZA Sándor Gergely (1993. V. 27.- † )
2.Házastárs(ak): LIPTÁK Zsuzsanna ( 1970. III. 18. - † )